# Oblivion (filme)
Oblivion (prt: Esquecido; bra: Oblivion) é um filme estadunidense de 2013 dos gêneros ação, aventura e ficção científica, dirigido por Joseph Kosinski, com roteiro William Monahan, Karl Gajdusek, Michael Arndt e do próprio Kosinski baseado em seu gibi.
Produzido por Peter Chernin, o longa é estrelado por Tom Cruise, Olga Kurylenko e Morgan Freeman. Baseado em sua história em quadrinhos não publicada, de acordo com Kosinski, Oblivion é uma homenagem aos filmes de ficção científica da década de 1970.
O longa se passa numa Terra pós-apocalíptica graças à uma guerra entre os humanos e os alienígenas "saqueadores", que destruíram o planeta. O técnico Jack Harper juntamente com Vika coletam os últimos recursos vitais da Terra e ao mesmo tempo, aguardam sua busca para irem à lua Titã. Mas quando descobre uma colônia de sobreviventes do ataque, Jack também descobre algo que muda seus conceitos e uma verdadeira razão para lutar.
O filme recebeu críticas mistas; os efeitos especiais e as atuações foram elogiadas, porém houve controvérsias quanto ao enredo do filme. Oblivion arrecadou US$ 89 milhões na América do Norte e US$ 286 milhões em todo o mundo.

## Sinopse
Num futuro distópico, a radioatividade na Terra deixou-a imprópria para a vida humana. Os poucos humanos que restaram vivem sobre as nuvens. Um dia, o técnico de manutenção Jack (Cruise) encontra uma mulher numa nave destruída, o que desencadeia eventos inesperados e revela um terrível segredo.

## Elenco
| Ator/Atriz            | Personagem      |
| --------------------- | --------------- |
| Tom Cruise            | Jack Harper     |
| Morgan Freeman        | Malcom Beech    |
| Olga Kurylenko        | Julia Rusakova  |
| Andrea Riseborough    | Victoria (Vika) |
| Nikolaj Coster-Waldau | Sykes           |
| Melissa Leo           | Sally           |
| Zoë Bell              | Kara            |